# Grand Prix automobile du Brésil 1977
Résultats du Grand Prix automobile du Brésil de Formule 1 1977 qui a eu lieu sur le circuit d'Interlagos à São Paulo le 23 janvier 1977.

## Classement

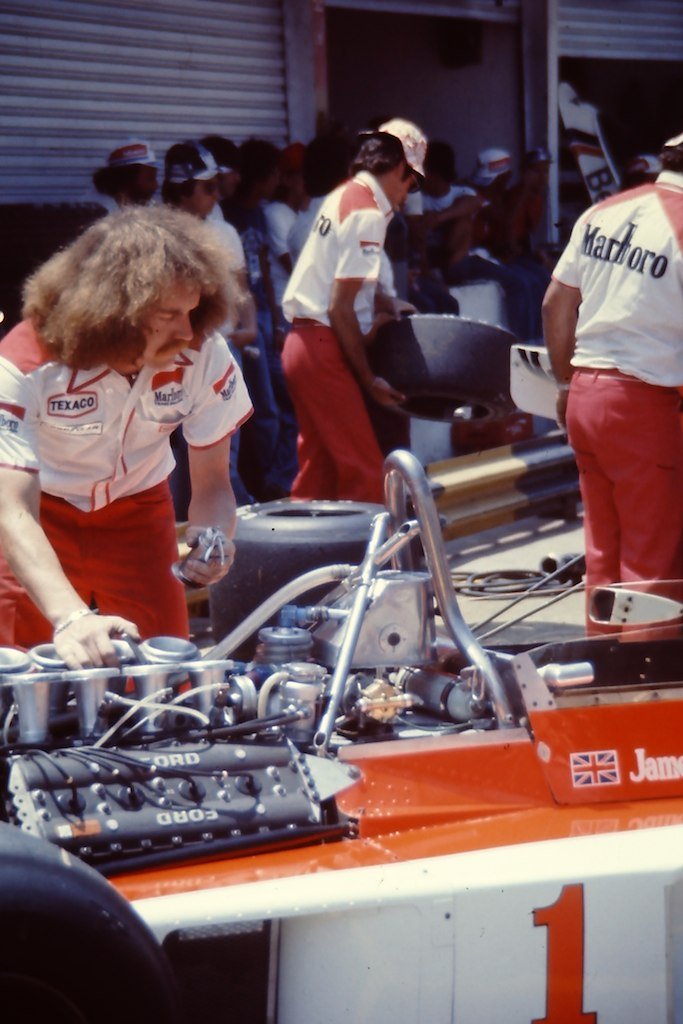
Un mécanicien McLaren travaille sur la monoplace de James Hunt à Interlagos en 1977

| Pos  | N° | Pilote             | Écurie             | Tours | Temps/Abandon      | Grille | Points |
| ---- | -- | ------------------ | ------------------ | ----- | ------------------ | ------ | ------ |
| 1    | 12 | Carlos Reutemann   | Ferrari            | 40    | 1 h 45 min 07 s 72 | 2      | 9      |
| 2    | 1  | James Hunt         | McLaren-Ford       | 40    | +10 s 71           | 1      | 6      |
| 3    | 11 | Niki Lauda         | Ferrari            | 40    | + 1 min 7 s 51     | 13     | 4      |
| 4    | 28 | Emerson Fittipaldi | Copersucar-Ford    | 39    | + 1 tour           | 16     | 3      |
| 5    | 6  | Gunnar Nilsson     | Lotus-Ford         | 39    | + 1 tour           | 10     | 2      |
| 6    | 17 | Renzo Zorzi        | Shadow-Ford        | 39    | + 1 tour           | 18     | 1      |
| 7    | 29 | Ingo Hoffmann      | Copersucar-Ford    | 38    | + 2 tours          | 19     |        |
| Abd. | 8  | Carlos Pace        | Brabham-Alfa Romeo | 33    | Accident           | 5      |        |
| Abd. | 16 | Tom Pryce          | Shadow-Ford        | 33    | Moteur             | 12     |        |
| Abd. | 18 | Hans Binder        | Surtees-Ford       | 32    | suspension         | 20     |        |
| Abd. | 7  | John Watson        | Brabham-Alfa Romeo | 30    | Accident           | 7      |        |
| Abd. | 26 | Jacques Laffite    | Ligier-Matra       | 26    | Accident           | 14     |        |
| Abd. | 4  | Patrick Depailler  | Tyrrell-Ford       | 23    | Accident           | 6      |        |
| Abd. | 5  | Mario Andretti     | Lotus-Ford         | 19    | Allumage           | 3      |        |
| Abd. | 9  | Alex Ribeiro       | March-Ford         | 16    | Moteur             | 21     |        |
| Abd. | 2  | Jochen Mass        | McLaren-Ford       | 12    | Accident           | 4      |        |
| Abd. | 3  | Ronnie Peterson    | Tyrrell-Ford       | 12    | Accident           | 8      |        |
| Abd. | 22 | Clay Regazzoni     | Ensign-Ford        | 12    | Accident           | 9      |        |
| Abd. | 19 | Vittorio Brambilla | Surtees-Ford       | 11    | Accident           | 11     |        |
| Abd. | 20 | Jody Scheckter     | Wolf-Ford          | 11    | Moteur             | 15     |        |
| Abd. | 10 | Ian Scheckter      | March-Ford         | 1     | Transmission       | 17     |        |
| Abd. | 14 | Larry Perkins      | BRM                | 1     | Surchauffe moteur  | 22     |        |

Légende :
- Abd.=Abandon

## Pole position et record du tour
- Pole position : James Hunt en 2 min 30 s 11 (vitesse moyenne : 190,900 km/h).
- Tour le plus rapide : James Hunt en 2 min 34 s 55 (185,416 km/h) au 33e tour (vitesse moyenne : 185,416 km/h).

## Tours en tête
- Carlos Pace : 6 (1-6)
- James Hunt : 16 (7-22)
- Carlos Reutemann : 18 (23-40)

## À noter
- 5e victoire pour Carlos Reutemann.
- 65e victoire pour Ferrari en tant que constructeur.
- 65e victoire pour Ferrari en tant que motoriste.